# 播磨徳久駅
播磨徳久駅（はりまとくさえき）は、兵庫県佐用郡佐用町下徳久にある、西日本旅客鉄道（JR西日本）姫新線の駅である。

## 歴史
- 1935年（昭和10年）7月30日：鉄道省姫津東線（現・姫新線）三日月駅 - 佐用駅間延伸時に開設[1][2]。
  - 当時の所在地表示は兵庫県佐用郡徳久村下徳久であった[2]。
- 1936年（昭和11年）
  - 4月8日：姫路駅 - 当駅 - 東津山駅間全通。姫津東線が姫津線の一部となり、当駅もその所属となる。
  - 10月10日：姫津線が姫新線の一部となり、当駅もその所属となる。
- 1971年（昭和46年）3月1日：貨物・荷物扱い廃止[2]。
- 1986年（昭和61年）11月1日：無人駅化[3]。
- 1987年（昭和62年）4月1日：国鉄分割民営化に伴い、西日本旅客鉄道（JR西日本）の駅となる[2]。
- 1994年（平成6年）3月21日：交換設備廃止[4]。
- 2000年（平成12年）：駅舎改築[1]。

## 駅構造
単式ホーム1面1線を有する地上駅（停留所）。棒線駅のため、佐用方面行・播磨新宮方面行双方が同一ホームより発車する。以前は相対式ホーム2面2線であったが、1994年（平成6年）3月に交換設備が廃止、棒線駅化された（旧下りホームが閉鎖）、。
駅舎は地元施設「ひまわりの郷ふれあいセンター」との合築となっている。無人駅。駅舎内に直立式の自動券売機が置かれている。駅舎内に水洗トイレがある。

## 利用状況
2021年（令和3年）度の1日平均乗車人員は71人である。
近年の1日平均乗車人員の推移は以下の通り。
| 乗車人員推移 | 乗車人員推移 |
| 年度         | 1日平均人数  |
| ------------ | ------------ |
| 2000         | 172          |
| 2001         | 146          |
| 2002         | 135          |
| 2003         | 129          |
| 2004         | 121          |
| 2005         | 120          |
| 2006         | 114          |
| 2007         | 115          |
| 2008         | 109          |
| 2009         | 108          |
| 2010         | 119          |
| 2011         | 135          |
| 2012         | 127          |
| 2013         | 120          |
| 2014         | 104          |
| 2015         | 101          |
| 2016         | 103          |
| 2017         | 99           |
| 2018         | 98           |
| 2019         | 91           |
| 2020         | 75           |
| 2021         | 71           |

## 駅周辺
- 佐用町役場南光支所[1]
- 兵庫西農業協同組合（JA兵庫西）南光支店[6]
- 南光郵便局[7]
- 南光ヒマワリ畑：7月上旬 - 8月上旬の開花期には当駅から臨時バスが運行される[1]。
- 佐用町立上津中学校
- 兵庫県道225号播磨徳久停車場線
- 兵庫県道368号吉永下徳久線

### バス路線
- 佐用町コミュニティバス
  - 佐用船越線 - 佐用町役場 / 名目津和

## 隣の駅
西日本旅客鉄道（JR西日本）
 姫新線
三日月駅 - 播磨徳久駅 - 佐用駅